# Кемський район

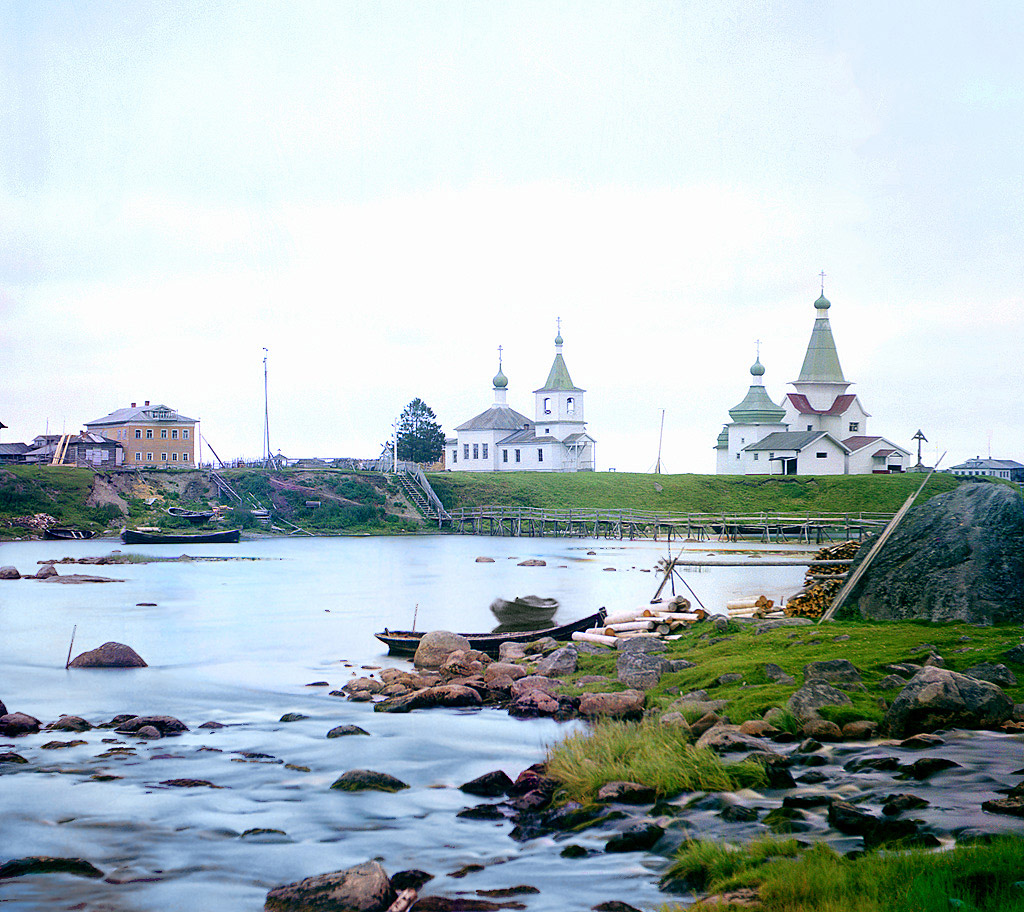
Кемський район в 1916 році

Кемський район — район у Республіці Карелія.

## Географія
Кемський муніципальний район розташований переважно у сточищі р. Кемі й примикає до Білого моря. У меридіанальному напрямку його перетинають залізничні й автомобільні магістралі, що мають федеральне значення й забезпечують йому вихід на південь і північ країни, у широтному — Кемський тракт, що веде до кордону. Адміністративний центр району — місто Кем — є морським портом на Білому морі й найліпшим відправним пунктом на Соловецькі острови, основний шлях до яких становить 45 км.

## Історія
Судячи з останніх археологічних розкопів, найдавніша стоянка первісної людини на території Кемського району (в долині р. Кем, поблизу с. Авнепорог) належить до 2-ї чверті ІХ століття до н.е.; її датовано епохою раннього мезоліту. Етнічна приналежність стародавніх мешканців цих місць залишається нез'ясованою. За 20 км від Кемі на островах Кузова вчені виявили так званий «пантеон саамів», що складається з кам'яних додавань. Це сейди — священні камені саамів. Такого великого скупчення сейдів (кілька сотень), як на островах Кузовах, не виявлено більше ніде. Знайдено на островах і лабіринти, призначення яких — загадка для вчених.
З ХІІ століття почалося систематичне заселення узбережжя Білого моря новгородцями. Багатства півночі вабили не тільки Новгород. Побували на цих землях норвезькі вікінги, шведські феодали. На початку XV століття (1429 р.) на Соловецьких островах засновано Соловецький монастир, який став духовним і економічним центром усього Біломор’я. Поступово на узбережжі Білого моря склався окремий субетнос - помори, який створив свій життєвий уклад і культуру.
Місто Кем утворено наказом імператриці Катерини II від 16 травня 1785 року. Кемський повіт, що входив до складу Олонецької губернії, перетворено в район з районним центром у місті Кем постановою ВЦВК РРФСР від 28 серпня 1927 року.
У перші роки радянської влади (1920-ті роки) Кемський район був пересильним пунктом на шляху репресованих (Соловецький табір особливого призначення), а в місті Кем містилося управління цим табором.
У 1994 році був об'єднаний із містом Кем у муніципальне утворення. Статут ухвалено в 2002 році.

## Адміністративний поділ
Кемський район поділяється на 1 міське та 3 сільських поселень, які налічують 20 населених пунктів:
- Кемське міське поселення
- Кривопорозьке сільське поселення
- Куземське сільське поселення
- Рабочеостровське сільське поселення

## Населення
За даними всеросійського перепису, населення 2002 року, на території Кемського муніципального району проживало 20,685 тис. осіб, чисельність російського населення становило 82,3 %, карелів — 5,8 %, білорусів — 5,5 %, українців — 2,9 %, фінів — 0,9 %, представників інших національностей — 2,6 %.
| Національність | Міське і сільське населення | Міське населення | Сільське населення |
| -------------- | --------------------------- | ---------------- | ------------------ |
| Усе населення  | 20 685                      | 14 620           | 6065               |
| Росіяни        | 17 031                      | 12 493           | 4538               |
| Карели         | 1201                        | 561              | 640                |
| Білоруси       | 1135                        | 706              | 429                |
| Українці       | 600                         | 387              | 213                |
| Фіни           | 188                         | 97               | 91                 |
| Інші           | 530                         | 374              | 156                |

## Влада
Головою Кемського муніципального району і головою Ради є Кокков Олексій Дмитрович, керівник адміністрації — Разумейчик Юрій Костянтинович

## Пам'ятки
В Кемі знаходиться музей поморської культури, 3 архітектурних пам'ятники, 30 архітектурно-історичних об'єктів республіканського значення.